# Pitholmen
Pitholmen of Pitholm is een Zweeds eiland in de Pite-archipel in de Botnische Golf.
Het eiland is als zodanig niet meer te herkennen aangezien het nog maar door een zeer dunne strook water gescheiden is van het Zweedse vasteland. De stad Piteå is gevestigd op beide oevers. De stadsdelen zijn door twee doorvoerwegen en een spoorverbinding verbonden. Op westelijk Pitholmen staan aan de waterstrook het ziekenhuis en stadhuis. Op het eiland verder de woonwijken Strömnäs, Strömsborg, Klubbgärdet, Norra Pitholm, het dorpachtige Södra Pitholm, Mossen, Furunäset en Munksund. Langs de zuidkust dan nog Skuthamn met haven. In het zuiden ligt dan het dorp Norra Stenarmen. Verspreid over het eiland liggen zomerhuisjes.
Het eiland wordt omringd door de Yttrefjord in het westen, de Pitsundet in het zuiden, de Pitezee in het oosten en de Haraholmsfjord in het noorden. Door de postglaciale opheffing heeft het eiland een aantal haar omringende eilanden opgeslokt: Nötön, Renön, Nörd Haraholmen, Sör Haraholmen. Via Sör Haraholmen kan men het eiland Bodön bereiken.
Het eiland heeft een eigen waterhuishouding, op het eiland ligt het meer  Storträsket (letterlijk groot moerasmeer, nu alleen maar meer) alwaar ook het strand. Naast een meer heeft het ook een van de hoogste bergen van de Norrbotten-archipel. De berg Degersberget is 81 meter hoog en geeft een uitzicht over de Piteå-archipel en de stad. Het eiland is bebost met dennen en heide.
Langs de zuidoostkust loopt de spoorlijn tussen Piteå en de haven van Sör Haraholmen, in het begin met een aftakking naar het haventerrein van Skuthamn.
Eiland: Baggen · Baljan · Bergön · Bergskäret · Bergvättingen · Berkön · Bondökallarna · Bondökallrevet · Bondön · Bursfjärdgrundet · Degerbergsgrundet · Djupgrunden · Döman · Fårön (Piteå) · Fårön (Trundön) · Fjärdvättingen · Fjuksören · Fjuksörrevet · Flottgrunden · Fördärvet · Furuholmen · Görjeskäret · Gråsjähällan · Gråsjälen · Gråsjälgrundet · Grundkallen · Grytan · Guldsmeden · Hällen · Hällskäret · Hällskärsgrundet · Halsören · Hamngrunden · Hamnholmen · Hamnviksgrundet · Hans-Persagrundet · Haraholmsrevet · Huvan · Innersten Bondökallen · Innerstholmen-Bastaholmen · Inre Mjoögrunden · Inre Mörögrundet · Jävre Sandön · Jävreholmen · Klacken · Klemmeten · Klemmetgrundet · Klingergrundet · Klingergrundsrevet · Klinten · Kluntarna · Kluntbrotten · Krokamargit · Lakakallarna · Långörarna · Lappskatagrundet · Lavholmen · Lellrevet · Lill Björn · Lill Rönnskär · Lillhörun · Lill-Leskäret · Lill-Räbben · Lill-Renörarna · Lillrevet · Lill-Sandögrundet · Lill-Sandskäret · Lill-Svinören · Lönngrundet · Lövgrundet · Malen · Malkallen · Medgrundet · Medgrundsrevet · Mellerstön · Mitten Bondökallen · Mjoön · Mörgrundet · Mosesholmen · Näsgrundet · Nörd-Fårön · Nörd-Haraholmen · Nörd-Mörön · Norra revet · Nötögrundet · Nötön · Ol-Svensakallen · Ol-Svensastenarna · Orrskäret · Orrskärsgrundet · Orrskärsrevet · Örsgrönnan · Patta Peken · Peken · Pitholmen · Pultvikhällan · Rävagrundet · Renön · Renskär · Renskärsrevet · Ringelrevet · Sandöklubben · Sandön · Sandskärsgrundet · Sandskärshörn · Skabbgrundet · Skottgrundet · Sladagrunden · Smågrunden · Söran · Sör-Fårön · Sör-Haraholmen · Spaningsören · Stenskäret · Stor Dödmannen · Storfjärdsgrunden · Storgrundet · Storhörun · Stor-Leskäret · Stor-Räbben · Stor-Renörarna · Storrevet · Stor-Sandskäret · Storstenen · Storstenrevet · Stor-Svinören · Tallskäret · Timmermannen · Trundön · Trutgrundet (Bergön) · Trutgrundet (Bondön) · Tvarun · Vargön · Västra revet · Vidvästern · Vorrskärsgrundet · Yttersten Bondökallen · Ytterstholmen · Yttre Degerstensgrundet · Yttre Mjoögrunden · Yttre Mörögrundet · Yxvättingen
Ondiepte: Storstengrundet